# Агема, Флер
Мари-Флер Агема (нидерл. Marie-Fleur Agema; род. 16 сентября 1976, Пюрмеренд, Северная Голландия) — нидерландский политический и государственный деятель. Член ультраправой Партии свободы (PVV). В прошлом — первый заместитель премьер-министра и министр здравоохранения, социального обеспечения и спорта Нидерландов (2024—2025), член Палаты представителей Нидерландов (2006—2024).

## Биография
Родилась 16 сентября 1976 года в Пюрмеренде.
В 1994 году окончила школу. В 1999 году получила степень бакалавра искусств в Академии искусства AKI в Энсхеде. В 2000 году получила диплом по строительной механике, физике и детализации конструкций в Академии архитектуры в Амстердаме. В 2000—2001 годах училась там же в магистратуре. В 2004 году получила степень магистра искусств в Утрехтской высшей школе искусств (HKU), которая сотрудничает с британским Открытым университетом.
Во время учёбы с июня 1994 года по сентябрь 1999 года работала в гостинично-ресторанном бизнесе и шкипером.
С сентября 1999 года по сентябрь 2003 года — дизайнер и руководитель проектов архитектурной фирмы.
С марта 2003 года по март 2007 года — член Провинциального совета Северной Голландии. Была избрана от «Списка Пима Фортёйна» (LPF), но вскоре покинула партию из-за разногласий с руководством.
Вместе с бывшим однопартийцем Паулом Мейером в 2004 году основала региональную партию Forza! для участия в выборах 2006 года. В 2006 году покинула партию и присоединилась к новой Партии свободы (PVV) Герта Вилдерса, заняв второе место в партийном списке кандидатов.
По результатам парламентских выборов в ноябре 2006 года впервые избрана членом Палаты представителей Нидерландов от Партии свободы (PVV). Переизбиралась в 2010, 2012, 2017, 2021 и 2023 годах. Была заместителем председателя парламентской фракции. С 13 января по 5 мая 2015 года находилась в отпуске по беременности и родам, её заменяла Карен Гербрандс (Karen Gerbrands).
2 июля 2024 года назначена первым заместителем премьер-министра и министром здравоохранения, социального обеспечения и спорта Нидерландов в коалиционном правительстве под руководством премьер-министра Дика Схофа, сформированном по результатам парламентских выборов в ноябре 2023 года. Выступила за сокращение сроков проведения абортов. Коалиция распалась 3 июня 2025 года после выхода Партии свободы.

## Личная жизнь
С 2014 года состоит в гражданском партнёрстве с однопартийцем Леоном де Йонгом (Léon de Jong; род. 1982). 17 февраля 2015 года родила дочь.